# باول كلاركسون
باول كلاركسون (بالإنجليزية: Paul Clarkson)‏ هو مخرج بريطاني، ولد في 16 مايو 1959 في ورسستر في المملكة المتحدة.

## وصلات خارجية
- باول كلاركسون على موقع IMDb (الإنجليزية)
- باول كلاركسون على موقع ميوزك برينز (الإنجليزية)
- باول كلاركسون على موقع قاعدة بيانات الفيلم (الإنجليزية)